# Corey Beaulieu
Corey Beaulieu (Brunswick (Maine), 22 november 1983) is de leadgitarist van de thrashmetal band Trivium.

## Biografie

### Van Maine Tot Florida
Beaulieu zat op de middelbare school Foxcroft Academie in Maine, waar hij ijshockey speelde. Terwijl hij op die school zat hoorde hij toevallig dat de Amerikaanse band Trivium naar een nieuwe co-leadgitarist op zoek was. Hoewel hij eerst nogal twijfelde wilde hij toch een poging wagen. Hij is dan aanvaard als nieuw lid en heeft voor zichzelf een 'belangrijke' naam gecreëerd.

### Trivia
Naast Matt Heafy is Beaulieu momenteel de leidende gitarist van Trivium. Hij trad toe tot de band na hun eerste album Ember to Inferno (2003) als gevolg van het maken van de cd, zodat ze een tweede gitarist nodig hadden.
Triviums derde album The Crusade werd uitgebracht op 10 oktober 2006 door Roadrunner Records.
Het vierde studioalbum van Trivium, getiteld Shogun is in september 2008 uitgebracht.

### Invloeden
Beaulieu citeert Alex Skolnick, Dave Mustaine, Marty Friedman, Dimebag Darrell en George Lynch als invloeden.

## Uitrusting
In het verleden gebruikte Beaulieu hoofdzakelijk Jackson gitaren zoals de Jackson KV-2 Blue Ghost Flames (zoals te zien is in de Roadrunner United-bonus-dvd) en de DX10D-serie (af en toe met behulp van een BC Rich Warlock- en een Blue Ibanez-gitaar) totdat Rita Haney, al 20 jaar partner van Dimebag Darrell, hem en Matt Heafy elk een van de beroemde Dimebags gaf. Vanaf 2005 gebruikt Beaulieu de allereerste rode Razorback V.
Deze Razorback is metallica rood met het Triviumlogo (cirkel) tussen de brug en de hals en hij is tevens uitgerust met een Floyd Rose Locking Vibrato en een Seymour Duncan Dimebucker.
Samenvatting
- Dean Corey Beaulieu Signature 7 string zwart met silversparkle krijtstreep
- Dean Corey Beaulieu Signature 7 string
- Dean Corey Beaulieu Signature CBV
- Dean Corey Beaulieu prototype 7 string
- Dean Dime Razorback V "Blood Angel" - nieuw speciaal voor de tour in 2007
- Dean Dime Razorback V's (Rodd met zwarte schuine hoeken)
- Dean Dime Razorback V's (Explosion)
- Dean Dime Razorback V's (Skull V)
- Dean Dime Razorback Tribute (Roest)
- Dean Dime Dean uit de Hel
- Dean Vendetta 1.7 (enkel gebruikt in de zomer van 2007)
- B.C. Rich Warlock
- Ibanez RG270DX Blue (EMG 81, s, 85 Pickups)
- Jackson King V 2 USA w/ zwarte spook graphics met vlammen
- Jackson King V 2 USA zwart
- Jackson DX10D
- Epiphone Les Paul Standard (Coreys eerste gitaar)

## Versterkers
Beaulieu gebruikt momenteel een JCM900BV Speaker kabinet.

### Huidige apparatuur
- Peavey 6505+ Heads
- Marshall JCM900BV Cabs

### Apparatuur in het verleden
- Marshall JCM2000DSL Heads
- Peavey 5150 II Head
- Peavey 5150 II Cab
- Blauw 120 Kratje Voodoo hoofd
- Staaf Voodoo Blue Cab

## Effecten en diversen
Jim Dunlop D38-19BK Bumper Zwarte Riem
- Jim Dunlop Zwarte Riem Sluizen
- Boss Ns-2 Noise Suppressor
- Ibanez Tube Screamer TS9
- InTune Guitar Picks 0.71 Medium Celluloid (Rood) (Gebruikt op Ascendancy)
- Jim dunlop 0.88 Tortex Regular and 0.88 Tortex Sharp (groene en zwarte custom)
- Jim dunlop 1.14 Tortex Regular
- Jim dunlop 0.60 Tortex Regular
- Dean Markley 10-46 (gebruikt op Ascendancy)
- DR Strings Dimebag Signature Series 9-46, 9-50 and 10-46
- started using Dunlop10-46 on tour
- MXR smart gate
- MXR EVH Phase 90
- MXR GT-OD overdrive

## Pickups
USA Dean Corey Beaulieu "The Ascension" (= De Hemelvaart)
- Seymour Duncan Blackouts (Pair)
- Seymour Duncan '59 (Neck)
- Seymour Duncan Dimebucker (Brug)
- Bill Lawrence (in zijn CFH gitaar waarmee hij op het podium mee speelt)

## Discografie

### Albums
| Album met eventuele hitnotering(en) in de Nederlandse Album Top 100 | Datum van verschijnen | Datum van binnenkomst | Hoogste positie | Aantal weken | Opmerkingen |
| ------------------------------------------------------------------- | --------------------- | --------------------- | --------------- | ------------ | ----------- |
| Trivium                                                             | 2003                  | -                     |                 |              | ep          |
| Ember to Inferno                                                    | 2003                  | -                     |                 |              |             |
| Ascendancy                                                          | 2004                  | -                     |                 |              |             |
| The Crusade                                                         | 2006                  | 14-10-2006            | 64              | 2            |             |
| Shogun                                                              | 2008                  | 04-10-2008            | 49              | 2            |             |
| In Waves                                                            | 2011                  |                       |                 |              |             |
| Vengeance Falls                                                     | 2013                  |                       |                 |              |             |

### Gastoptredens
- Roadrunner United-project
- Metal (album van de Canadese band Annihilator)